# Nana Ntuli
Nhlakanipho "Nana" Ntuli (Durban, 10 februari 1996) is een Zuid-Afrikaans betaald voetballer die als middenvelder speelt.

## Clubcarrière
Ntuli kwam vanaf zijn jeugd uit voor het Zuid-Afrikaanse Orlando Pirates FC. Vanaf seizoen 2012/13 maakte hij deel uit van de eerste selectie van deze club. In 2013 werkte hij verschillende stages af voor FC Twente, maar omdat hij nog geen 18 was en geen contract mocht tekenen als buitenlandse speler in Nederland, tekende hij in augustus 2013 een contract voor één jaar bij Orlando Pirates.
In april 2014 tekende Ntuli een contract tot 2019 bij Twente. Hij maakte in seizoen 2014/15 deel uit van de selectie van Jong FC Twente, dat uitkwam in de Nederlandse Eerste divisie. Voor dit team maakte hij met een invalbeurt tegen VVV-Venlo op 8 augustus 2014 zijn debuut in de Eerste divisie. Op 26 januari 2016 werd bekend dat Ntuli per direct vertrokken was uit Enschede.

## Statistieken
| Seizoen         | Club            |                    | Competitie      | Competitie | Competitie | Beker | Beker | Internationaal | Internationaal | Totaal | Totaal |
| Seizoen         | Club            | Wed.               | Competitie      | Dlp.       | Wed.       | Dlp.  | Wed.  | Dlp.           | Wed.           | Dlp.   |        |
| --------------- | --------------- | ------------------ | --------------- | ---------- | ---------- | ----- | ----- | -------------- | -------------- | ------ | ------ |
| 2014/15         | Jong FC Twente  | Vlag van Nederland | Eerste divisie  | 27         | 0          | 0     | 0     | -              | -              | 27     | 0      |
| Club totaal     | Club totaal     | Club totaal        | Club totaal     | 27         | 0          | 0     | 0     | 0              | 0              | 27     | 0      |
| Carrière totaal | Carrière totaal | Carrière totaal    | Carrière totaal | 27         | 0          | 0     | 0     | 0              | 0              | 27     | 0      |

Bijgewerkt t/m 20 augustus 2015